# 赵建宏
赵建宏（1963年—），男，中华人民共和国军事人物，中国人民解放军少将，曾任中共宁夏回族自治区党委常委、宁夏军区司令员。